# Coupe du monde de marathon FINA de nage en eau libre 2007
Navigation
Édition 2008
L'édition 2007 de la Coupe du monde de marathon de nage en eau libre, se dispute entre les mois de janvier et octobre.
Pour cette première édition, les étapes au nombre de 11 sont réparties sur 3 continents.

## Les étapes
| Date         | Lieu        |
| ------------ | ----------- |
| 26 janvier   | Santos      |
| 7 avril      | Dubaï       |
| 26 mai       | Setúbal     |
| 9 juin       | Séville     |
| 17 juin      | Londres     |
| 26 juillet   | Lac St-Jean |
| 25 août      | Vienne      |
| 23 septembre | Shantou     |
| 30 septembre | Hong Kong   |
| 7 octobre    | Singapour   |
| 20 octobre   | Cancún      |

## Classement

### Hommes
| Place | Nom                     | Nationalité | Point |
| ----- | ----------------------- | ----------- | ----- |
| 1     | Vladimir Dyatchin       | Russie      | 140   |
| 2     | Maarten van der Weijden | Pays-Bas    | 94    |
| 3     | Valerio Cleri           | Italie      | 80    |
| 4     | Spyridon Gianniotis     | Grèce       | 62    |
| 5     | Mohamed El Zanaty       | Égypte      | 57    |

### Femmes
| Place | Nom               | Nationalité | Point |
| ----- | ----------------- | ----------- | ----- |
| 1     | Angela Maurer     | Allemagne   | 160   |
| 2     | Britta Kamrau     | Allemagne   | 118   |
| 3     | Poliana Okimoto   | Brésil      | 84    |
| 4     | Jana Pechanova    | Tchéquie    | 57    |
| 5     | Trudee Hutchinson | Australie   | 48    |

## Vainqueurs par épreuve
| Étapes           |                   |                         |
| Vainqueur Hommes | Vainqueur Femmes  |                         |
| Santos           | Vladimir Dyatchin | Angela Maurer           |
| Dubai            | Vladimir Dyatchin | Angela Maurer           |
| Setubal          | Mohamed El Zanaty | Eva Berglund            |
| Séville          | Thomas Lurz       | Angela Maurer           |
| Londres          | Ky Hurst          | Chloe Sutton            |
| Lac St-Jean      | Vladimir Dyatchin | Kirsten Groome          |
| Vienne           | Valerio Cleri     | Martina Grimaldi        |
| Shantou          | Valerio Cleri     | Poliana Okimoto         |
| Hong Kong        | Valerio Cleri     | Poliana Okimoto         |
| Singapour        | Vladimir Dyatchin | Angela Maurer           |
| Cancun           | Valerio Cleri     | Britta Kamrau-Corestein |